# Listă de scriitori bieloruși
Aceasta este o listă de scriitori bieloruși.

## A
- Ales Adamovič
- Svetlana Alexievici
- Natallia Arsiennieva

## B
- Jan Barszczewski
- Vasil Bikav
- Pjatrus Brouka

## K
- Uładzimir Karatkievič
- Yakub Kolas
- Kandrat Krapiva
- Arkadi Kuleșov
- Yanka Kupala

## P
- Alaiza Pașkevici

## M
- Adam Mickiewicz

## S
- Ivan Shamiakin

## T
- Kirill Turovski

## V
- Zośka Vieras